# MDK2
MDK2 — пригодницький шутер від третьої особи 2000 року випуску, розроблений BioWare під видавництвом Interplay Entertainment для платформ Dreamcast, Microsoft Windows і PlayStation 2. Це сиквел MDK 1997 року. MDK2 отримала загалом позитивні відгуки від критиків, які хвалили графіку, різноманітність геймплею, дизайн рівнів, битви з босами, почуття гумору та вірність оригіналу. 
У 2007 році Interplay Entertainment оголосили про плани продовження серії, але вона так і не була випущена.

## Ігровий процес
Здебільшого MDK2 — це шутер від третьої особи, де майже весь ігровий процес складається з пересування по ігровим рівням і знищення ворогів. Однак, на відміну від оригінальної гри, у MDK2 гравець керує трьома персонажами по черзі, кожен з яких має свої унікальні здібності, а також слабкі та сильні сторони і стиль гри. Таким чином, загальна ігрова механіка є більш різноманітною, ніж у першій грі, з додаванням більшої кількості елементів платформера та головоломок. За винятком фінального рівня гри, який можна проходити будь-яким з трьох ігрових персонажів, гравець не може обирати активного персонажа. На кожному рівні можна грати лише певним персонажем, і тому дизайн кожного рівня спеціально орієнтований на здібності цього персонажа.

## Розробка
Відразу після успішного випуску оригінальної MDK, її видавець Interplay Entertainment планував розпочати роботу над продовженням. Вони звернулися до Ніка Бруті, який написав і був співавтором розробки першої гри для Shiny Entertainment. Однак Бруті хотів зробити творчу перерву від цього тайтлу, крім того, його студія Planet Moon Studios, вже розпочала роботу над Giants: Citizen Kabuto. Бруті запропонував Interplay почекати з розробкою, доки він закінчить роботу над Giants, перш ніж взятися за MDK2, але видавець вирішив продовжувати без нього, передавши проєкт студії BioWare.
MDK2 було офіційно анонсовано 18 жовтня 1998 року, коли Interplay підтвердили, що BioWare розробляє продовження для платформ Dreamcast і Windows, використовуючи власний ігровий рушій Omen Engine. У той час BioWare, як розробник, важалися дивним вибором для франшизи, оскільки вони були відносно молодою компанією (заснованою в 1995 році) і ще не випустили свою проривну гру, Baldur's Gate, яка у той час перебувала на останніх стадіях розробки. Грег Зещук, співзасновник BioWare, заявив: «наша мета з MDK2 полягає в дослідженні нових напрямків та розширенні встановленого в інших 3D-іграх середовища». Пізніше він пояснив, що «Bioware прагне створити найкращу одиночну гру з MDK2. Ми ретельно створюємо жорсткий, але жартівливий світ, населений найстрашнішими та найцікавішими істотами, яких можна побачити в 3D-грі».

## Реліз

### Dreamcast і ПК
У травні 2000 року, після випуску версії для Dreamcast, але до випуску версії для ПК, BioWare оголосили про дві значні зміни, внесені в гру. Версію Dreamcast критикували за те, що вона занадто складна, тому для ПК-версії Bioware додали чотири параметри складності («Легкий», «Середній», «Важкий» і «Для любителів адреналіну»), а також можливість ручного збереження. На відміну від більшості інших відеоігор, випущених у той час, комп'ютерна версія MDK2 вимагала встановленого OpenGL-сумісного графічного прискорювача для коректної роботи. ПК-версія MDK2 також підтримує технологію позиційного аудіо EAX версії 2.0 від Creative Labs, а також технологію Hardware T&L, наявну в серії GeForce 256/GeForce 2 і серії Radeon R100.

### PlayStation 2 —MDK2: Armageddon
У вересні 2000 року, після того, як гра була випущена для Dreamcast і ПК, але до її випуску для PlayStation 2, видання IGN провело онлайн-обговорення з Грегом Зещуком, продюсером Дереком Френчем, головним програмістом Девідом Фолкнером і програмістом Чарльзом Рендалом. Зещук сказав, що версія для PlayStation 2 під назвою MDK2: Armageddon матиме ті ж налаштування складності, що й у версії для ПК а також незначний редизайн більшості рівнів і деякі налаштування ігрової механіки. Зещук заявив: «MDK2: Armageddon — це вдосконалена версія MDK2 зі спеціальними функціями для PS2. Це не зовсім нова гра, але вдосконалена та налаштована її версія».
У листопаді IGN провели другий онлайн-чат із Зещуком, Фолкнером, програмістом Марком Оді, провідним тестувальником Карлом Шрайнером і тестувальником Дерріком Коллінзом. Зещук заявив, що Sony нещодавно подивилися на гру і були дуже вражені: «Вони відчули, що покращення ігрового процесу, які ми внесли (загалом кращий баланс і переробка частин кожного рівня), у поєднанні з рівнями складності та зручним керуванням справді роблять MDK2: Armageddon для PS2 найкращою з усіх версій гри». Налаштування ігрового процесу, представлені в MDK2: Armageddon, включають червоні стрілки для позначення важливих частин рівнів та підказки вказуючі, куди стріляти в певних босів. У грі також є повністю налаштовувані елементи керування, які використовують чутливі до тиску аналогові джойстики DUALSHOCK 2.

### Wii-порт таMDK2 HD
25 червня 2010 року Interplay оголосили про співпрацю з Beamdog, для випуску порта MDK2 для Wii через WiiWare та оновленої HD-версії для Windows. Версія для Wii має яскравішу графіку, а гру було оптимізовано для керування за допомогою Wii Remote та Wii Nunchuk. По суті, гра є портом MDK2: Armageddon без будь-якого нового вмісту. Через обмежений простір системного диску WiiWare, аудіо було стиснуто, а графічні тіні видалено, щоб підтримувати постійну частоту кадрів. Гра була випущена 9 травня 2011 року.
HD-версія була розроблена Overhaul Games, хоча команда консультувалася з оригінальними розробниками щодо проєкту. Програміст, співпродюсер і співрозробник оригінальної гри, а також головний операційний директор Overhaul Games Кемерон Тофер заявив: «MDK2 займає особливе місце в наших серцях — це був перший раз, коли ми в BioWare змогли створити екшн-гру. Ми вважаємо, що MDK2 HD має такий віжуал, гумор і чудовий геймплей, який може залучити не лише існуючих шанувальників гри, але й нову аудиторію, яка просто не мала можливості відчути її магію в часи випуску оригіналу». Гра містить 3D-моделі високої чіткості, перероблені текстури, покращене освітлення та оновлені музичні треки. MDK2 HD спочатку було випущено ексклюзивно на сайті Beamdog у жовтні 2011 року, а пізніше гра стала доступна у Steam у липні 2012 року.

## Оцінки і відгуки
| Агрегатор  | Оцінка                 |
| ---------- | ---------------------- |
| Metacritic | ПК: 83/100 PS2: 80/100 |

| Видання         | Оцінка |
| --------------- | ------ |
| Eurogamer       | 9/10   |
| GameSpot        | 7.8/10 |
| IGN             | 8.3/10 |
| Next Generation | [ 26 ] |
| PC Gamer (США)  | 8.8/10 |

Згідно з агрегатором рецензій Metacritic, MDK2 отримала «переважно позитивні» відгуки від критиків.
Том Брамвел з Eurogamer оцінив версію для ПК на 9 балів із 10, хвалячи її за вірність оригіналу та в той же час готовність BioWare пробувати нові речі. Він назвав графіку «захоплюючою» і зробив висновок: «З такою кількістю цікавих речей і унікальним геймплеєм, заснованим на головоломках, той факт, що в грі все ще присутній лінійний стиль проходження, можна певною мірою опустити. Оживіть свої дитячі фантазії про життя в мультфільмі та візьміть MDK2 — кращого в цьому жанрі нема».
Стівен Баттс з IGN оцінив її на 8,3 з 10, назвавши її «однією з найкращих консольних ігор на ПК за останній час». Він похвалив елементи керування та бої з босами, але розкритикував різницю між рівнями складності та платформер, зробивши висновок: «Коли виходить гра для ПК, яка зберігає всю простоту й енергію свого консольного побратима, тоді ви зобов'язані спробувати її. MDK2, безперечно, є такою грою».
Ерік Вулпау з GameSpot оцінив її на 7,8 з 10, написавши: «Гра технологічно перевершує оригінал та розширює геймплей, не втрачаючи незвичайного почуття гумору, яке допомогло зробити MDK такою унікальною». Він критично ставився до рівнів з елементами платформеру, але писав: «Це є свідченням живої уяви розробників, яку ви із задоволенням перенесете, проходячи ці виснажливі сегменти, щоб побачити, що буде далі». Він похвалив битви з босами, додавання функції ручного збереження та вибір рівня складності, зробивши висновок: «хоча консольні бойовики стають все більш поширеними на ПК, добре зроблені все ще є рідкістю. MDK2 може здаватися трохи короткою, але це компенсується її геніальністю».
Кевін Райс зробив огляд комп'ютерної версії гри для Next Generation, оцінивши її чотирма зірками з п'яти, і заявив, що гра «Не революційна, але майже ідеальний приклад чудового дизайну та контролю в поєднанні з психоделічною творчістю. Чудово».

## Скасований сиквел
У 2006 році Interplay розповіли, що планують розробку MMOG у всесвіті Fallout. Однак проєкт оцінили в $75 млн, яких компанія на той момент не мала. Таким чином, намагаючись забезпечити капітал для цього проєкту, в документах, поданих до Комісії з цінних паперів і бірж США 13 листопада 2007 року, вони зазначили, що планують використовувати свої стабільні франшизи «через сиквели та різні договори з видавництвами». Зокрема, вони оголосили про плани щодо розробки продовжень Descent, Earthworm Jim 2, MDK2 і Baldur's Gate: Dark Alliance II, гроші на це Interplay планували здобути від продажу своєї франшизи Fallout видавцю Bethesda Softworks, у якого потім планували отримати права на розробку MMOG у тій же франшизі.
У 2008 році Interplay підтвердили «стратегію двостороннього накопичення», згідно з якою компанія використовує свій портфель ігрових ресурсів для створення продовжень і збору грошей для Fallout MMOG. Ті самі чотири гри були знову згадані, а генеральний директор Ерве Кан заявив про плани компанії працювати над новою інтелекуальною власністю, а також зниження боргів і витрат та пошук фінансування для різноманітних проєктів. Однак більше нічого не було чутно про жоднен з можливих сиквелів, які, ймовірно, було скасовано. У 2010 році, після випуску Mass Effect 2, видання IGN запитали Рея Музику з BioWare, чи є у них якісь плани створити MDK3, на що він відповів: «Вам доведеться запитати в Interplay, це їх ліцензія».